# Le Pâté
Le Pâté se présente comme un plateau, culminant à 28 mètres, qui tombe sur la mer en falaises. Cette île inhabitée, de 180 mètres de long sur 100 mètres dans sa plus grande largeur, fait partie de l'archipel des Saintes. Elle est rattachée à la commune de Terre-de-Bas.

## Géographie
Elle est située à 900 mètres à l'est de la Pointe à Vache, extrémité nord de l'île Terre-de-Bas. Elle ouvre l'accès à la passe du Pain de Sucre qui est la principale entrée maritime de la baie des Saintes par le nord.
L'ascension des falaises est très difficile, la houle et les courants y sont très violents et les vents très changeants.  

## Plongée

### Ti Pâté
Il s'agit d'un éboulis corallien entourant l'île à une profondeur de 4 mètres et 14 mètres. Le fond est couvert de gorgones (éventail et à plumes), coraux et éponges. Les oursins, crabes flèches, langoustes et bourses cabrits (Cantherhines macrocerus) abondent et l'on croise des barracudas et agoutis (Kyphosus sectatrix). 

### Sec Pâté
À 3 400 mètres au nord-ouest de la pointe à Vache se trouve un sec rocheux remarquable, le sec Pâté. Ce site de plongée sous-marine, est classé parmi les cent plus beaux du monde et demeure l'une des richesses du patrimoine saintois. Le Sec Pâté est un piton sous-marin, dont la base est à moins 200 mètres de profondeur et le point culminant à moins 15 mètres. Les conditions maritimes rendent cette plongée difficile à cause de la houle et du courant, de sorte que le niveau 2 est requis. L'endroit regorge d'une grande quantité de poissons diversifiés : poissons anges gris et royaux, balistes océaniques murènes ainsi que tortues marines, coraux, gorgones, langoustes et crustacés qui s'approprient le domaine marin, autour des trois pitons qui forment le sommet du sec,.